# Fanfare "St. Cecilia", Maashees
De fanfare St. Cecilia is een fanfare uit Maashees in de Nederlandse provincie Noord-Brabant.

## Ontstaan en oprichting
Het initiatief tot oprichting van een harmonie onder de naam St. Cecilia kwam wellicht van een groep jongelui tijdens carnaval 1919 bijeen in café "Im Grünewald" bij Piet Bussers, Op den Bosch te Maashees. Kort daarop vergaderde op een zondag na de Hoogmis een 40-tal jongemannen, waarvan 34 zich meldden als werkend lid en de rest als donateur.
Het voorlopig bestuur werd gekozen uit het Kerkelijk Zangkoor van de parochie. In Maashees bestond onder de naam St. Cecilia al sinds 1866 een liederentafel, die bij de oprichting van de harmonie ophield te bestaan. De liederentafel bezat zelfs een vaandel, dat nog aanwezig is. Volgens de overlevering behoorden tot de oprichting van de harmonie in 1919: Math. Bussers, Sjef van Dommelen, M. Lamers, G. Kersten Lzn., G. Kersten en P. Kersten.
Het eerste bestuur van de harmonie bestond uit: Lamb. Kersten (voorzitter), P.L. Stevens (secretaris), Fr. Bekkers, P. van den Heuvel , Hendr. Claassen. Burgemeester H. Rieter werd benoemd tot beschermheer, die dit bleef tot aan zijn dood in 1950.
Sinds 1983 is dhr. H. Kaanen de beschermheer van onze fanfare.

## Dirigenten
De eerste directeur (dirigent) van de harmonie was de Tienrayse koster Piet Kersten. Latere directeuren van de harmonie/fanfare: Henri Welting (organist uit Venray), P. Koster, Wijnhoven ( koster uit Wanssum), Sjef van Dommelen en Fr. Vollenberg uit Venray. In 1934 werd L. Keuten tot directeur benoemd en bleef dat 25 jaar. In 1959 Mathieu Arts, die ook 25 jaar dirigeerde. In 1974 Jos Rijken uit Broekhuizen, die in 1992 wordt opgevolgd door Eric Swiggers. Roel Verheggen vanaf 1997. Vanaf december 2006 t/m juni 2008 stond de fanfare onder leiding van Theo Bindels. In 2008 nam Robbie Snoek het stokje van Theo Bindels over. Van begin tot medio 2015 was Ad Smeulders interim-dirigent. Loes Reiling werd na de zomer in dit jaar aangesteld als de nieuwe dirigente. Vanaf december 2018 staat Fanfare St. Cecilia onder leiding van Robbert-Paul Feijten. Robbert-Paul was ook de dirigent tijdens het jubileumjaar. Sinds 1 november staat het orkest onder leiding van Jochem Jacobs uit Oirlo.

## Voorzitters
- Lambert Kersten (1919)
- P.L. Stevens (1921)
- J.H. Linders (1931)
- L Keuten (tijdelijk)
- Johan Thoonen (1936)
- Pierre Roelofs (1952)
- Herman Kaanen (1959)
- A.J.C. de Jong (1981)
- Henk Jansen (1997)
- Nellie Wennekers-Keijsers (1999).
- Dorine Jansen (2010).
- Henk Jansen (tijdelijk)
- Martijn van der Veen (2016)

## St Cecilia door de jaren heen
St.-Cecilia beoefende de muzikale activiteit in combinatie met toneel. Toneel stopte in de zestiger jaren. Jaarlijkse hoogtepunten waren de sacramentsprocessie en de winterkermis. In de oorlog werden de activiteiten een paar jaar stilgelegd, omdat geen aansluiting plaatsvond bij de door de Duitsers ingestelde Kultuurkamer. Bij de verwoesting van de oude dorpskern in de oorlogsjaren is helaas ook het archief van St. Cecilia verloren gegaan. 
In 1968 bracht de bevolking fl. 8.000,- bijeen voor de aanschaf van uniformen. In dat jaar werd de fanfare tevens uitgebreid met een compleet tamboercorps. Het tamboercorps promoveerde tijdens het concours in 1971 te Milheeze naar de 1e divisie. De fanfare promoveerde in 1978 in Vught naar de eerste afdeling en behaalde een jaar later te Rosmalen de felbegeerde groene kampioenswimpel van de 2e afdeling. In 1982 werd het tweede Brabants kampioenschap behaald en werd de witte wimpel in de wacht gesleept. 
In 1994 promoveerde St.-Cecilia onder leiding van Eric Swiggers tijdens het bondsconcours in Etten-Leur naar de ere-afdeling.
In 1994 werd St.-Cecilia ook de Koninklijke Erepenning uitgereikt. 
In 1999 werd door dirigent Roel Verheggen voor het eerst een concert gegeven voor jong en oud naar voorbeeld van de Proms in Engeland. In 2003 volgde de tweede "night of the proms" getiteld "Rabo Music Fantasy". In 2009 en 2014 vonden de derde en vierde editie van de promsconcerten plaats.
In 2011 ging Fanfare St. Cecilia onder leiding van Robbie Snoek op concours in Veldhoven, waar een eerste prijs behaald werd. In 2017 nam het orkest deel aan het ONFK in Drachten waar het op een derde plaats eindigde in de 3e divisie. 
Het jaar 2019 staat in het teken van het 100-jarig jubileum van de vereniging.